# Comics alternatif
Le comics alternatif (alternative comics en anglais) est un genre de bande dessinée très hétéroclite. Il s'oppose aux éditeurs mainstream comme Marvel Comics et DC Comics par ses thématiques et par le contrôle des créations par leurs auteurs. Il diffère aussi aux comics indépendants qui ont les mêmes thèmes que les éditeurs mainstream mais respectent les droits des auteurs. Enfin, il se distingue des comics underground car, si les sujets sont proches et que les auteurs gardent la propriété de leurs créations, le lectorat visé n'est pas le même. Les comics underground étaient lus par la population sensible à cette sous-culture underground alors que les auteurs des comics alternatifs veulent toucher le plus grand nombre.

## Définition
On distingue parfois les comics alternatifs et les comics indépendants. La différence entre les deux genres n'est pas toujours évidente mais les spécialistes considèrent habituellement que les comics indépendants, comme Elfquest de Wendy et Richard Pini, ont des contenus proches de ceux trouvés dans les comics classiques sans être publiés par les grands groupes alors que les alternatifs, plus proche de l'esprit des underground, traitent de sujets originaux et personnels.

### Underground, indépendants, alternatifs ou mainstream
Un survol général de l'histoire de la bande dessinée américaine permet de voir et définir de grandes tendances et de les dater. L'underground dure des années 1960 à 1974. Viennent ensuite les indépendants et les alternatifs qui se distinguent par les thématiques traitées. Cependant, ces trois courants ne sont pas des blocs homogènes et incompatibles. Au contraire, on voit les auteurs underground poursuivre leurs carrières chez des éditeurs alternatifs et des éditeurs indépendants publient parfois des comics alternatifs. Ainsi Eclipse Comics publie des comics documentaires comme Real War Stories pour le Central Comittee for Conscientious Objectors ou Brought to Light consacré aux actions de la CIA. Paul Lopes définit les comics alternatifs avec deux éléments : le contrôle total de l'auteur sur sa création -ce qui est aussi le cas des auteurs de comics indépendants- et la certitude que la bande dessinée peut-être un art.
De plus, la période de transition qui voit disparaître les comics underground remplacés par les comics alternatifs s'étend sur quelques années et il est parfois difficile de classer une bande dessinée dans un groupe ou l'autre. Arcade : the Comics Revue qu'Art Spiegelman et Bill Griffith commencent à publier en 1975 est prévu pour être distribuer à côté des magazines grands publics mais se retrouve placé avec les underground. Il préfigure le magazine RAW et est considéré comme un des ponts entre l'underground et l'alternatif.

## Historique

### Fin de l'underground
Le début des années 1970 a été l'âge d'or des comics underground. Mais à partir de 1974 ceux-ci disparaissent. La contre-culture s'est retrouvée dans ces magazines pour adultes parlant de sexualité, de drogues et se moquant sans cesse de la société bien-pensante américaine mais au milieu de ces années 1970 elle s'évanouit. De plus les conditions économiques (hausse du prix du papier, perte de points de vente, multiplication de publications sans réel intérêt) ne favorisent pas l'essor de comics à la rentabilité toujours incertaine. Enfin la menace judiciaire pèse sur les auteurs et les vendeurs de ces comics underground. Cependant, si le modèle économique de l'underground s'effondre, les auteurs persistent. Ils trouvent alors dans  l'essor du direct market de nouveaux points de vente pour leurs comics. Ces magasins spécialisés dans la vente de comics ne se soucient pas de la présence du sceau du Comics Code et mettent à l'origine côte à côte d'anciens numéros de comics publiés par les éditeurs classiques et les comix. Il s'agit alors de lieux où se retrouvent des fans de bande dessinée qui recherchent ce qui n'est pas disponible dans les marchands de presse.
De plus les éditeurs de comics underground comme Rip Off Press, Last Gasp ou Kitchen Sink Press s'installent dans la durée et peuvent retrouver dans les magasins de comics l'équivalent des head shops qui distribuaient leurs magazines. Le direct market permet aussi aux auteurs qui le désirent de s'autoéditer. Dès lors les comics underground disparaissent totalement et sont remplacés par des comics alternatifs.

### Art Spiegelman et Françoise Mouly

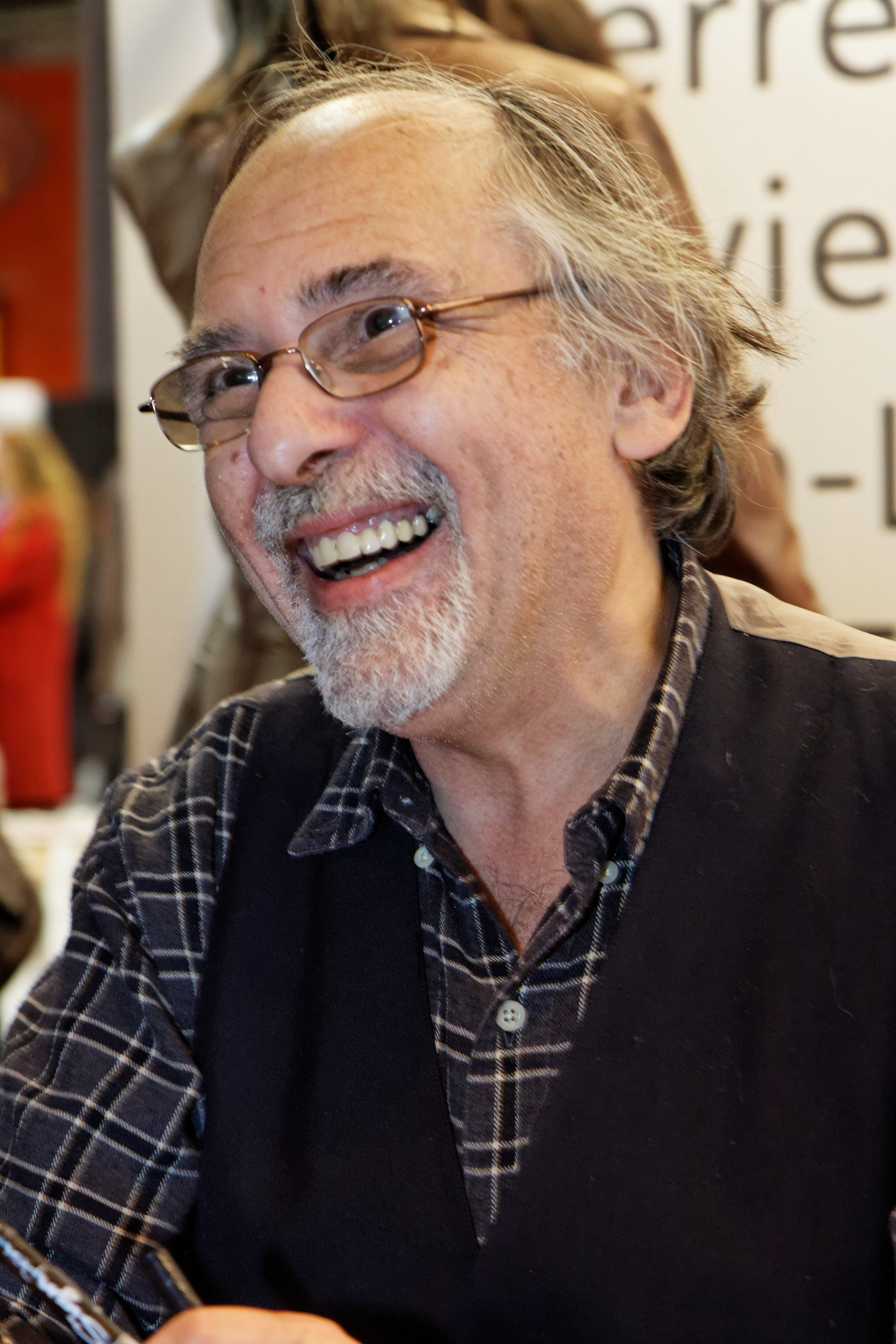
Art Spiegelman

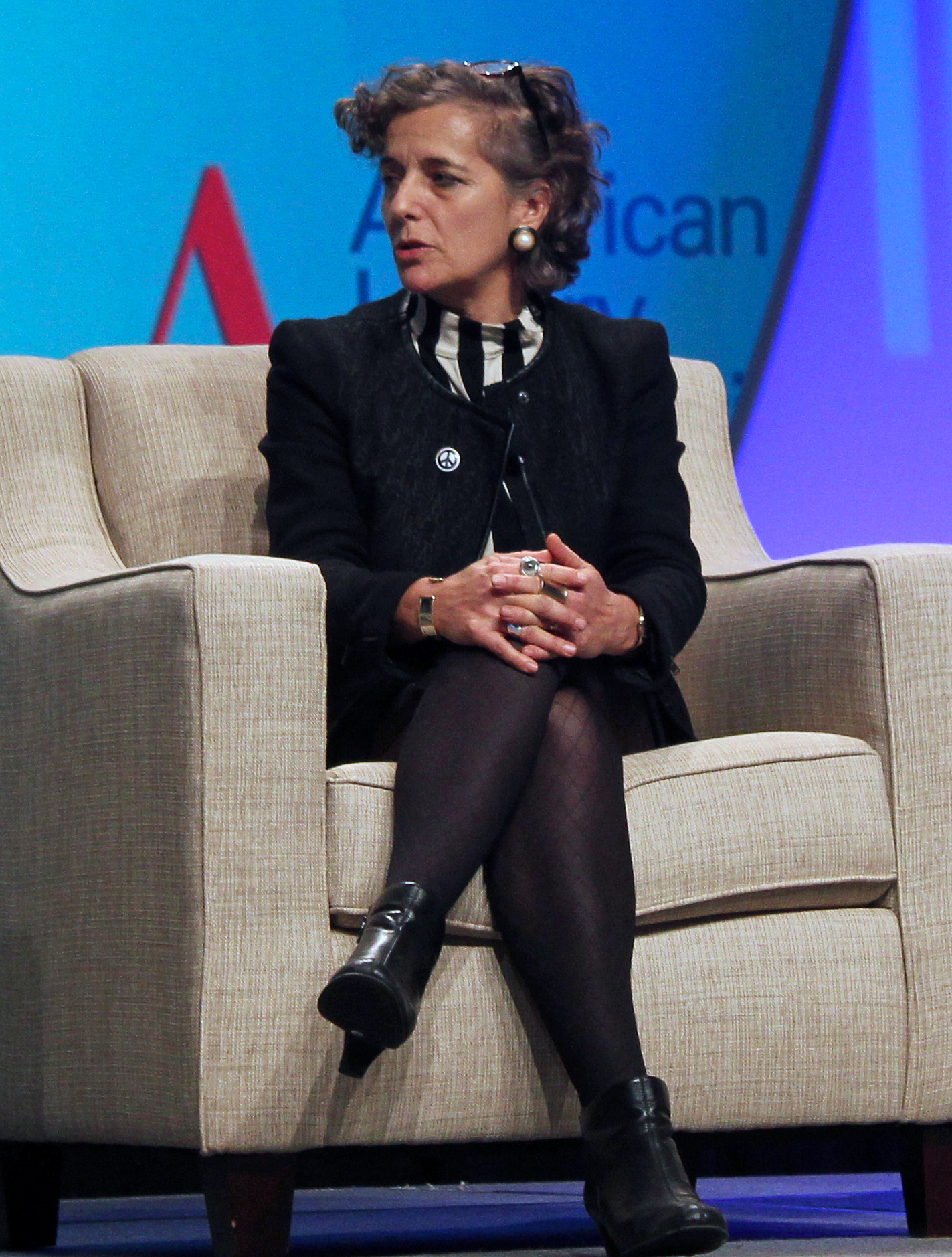
Françoise Mouly

La fin des comics underground ne signifie pas que les auteurs cessent de créer. Les métamorphoses du marché les obligent cependant à s'adapter et essayer de nouvelles façons d'éditer leurs œuvres. Ainsi Art Spiegelman, un des auteurs phares de l'underground, cofonde avec Bill Griffith le magazine Arcade qui dure de 1975 à 1976. Celui-ci est un échec mais après sa rencontre en 1977 avec Françoise Mouly, Art Spiegelman tente de nouveau l'aventure en fondant RAW en 1980. Dans ce magazine haut-de-gamme, de nombreux artistes américains ou étrangers sont édités et surtout des auteurs underground côtoient des jeunes artistes comme Drew Friedman, Kaz, Mark Newgarden, Charles Burns ou Gary Panter,. Enfin, Spiegelman publie dans cette revue Maus dont l'origine remonte à un récit publié dans un comics underground, Funny Aminals En 1991, les parties de Maus prépubliées dans RAW sont rassemblées sous la forme d'un roman graphique qui en 1992 est récompensé par un Prix Pulitzer. La notoriété de cette œuvre permet aux auteurs de bande dessinée alternative de gagner en visibilité.

### Les débuts de l'alternatif

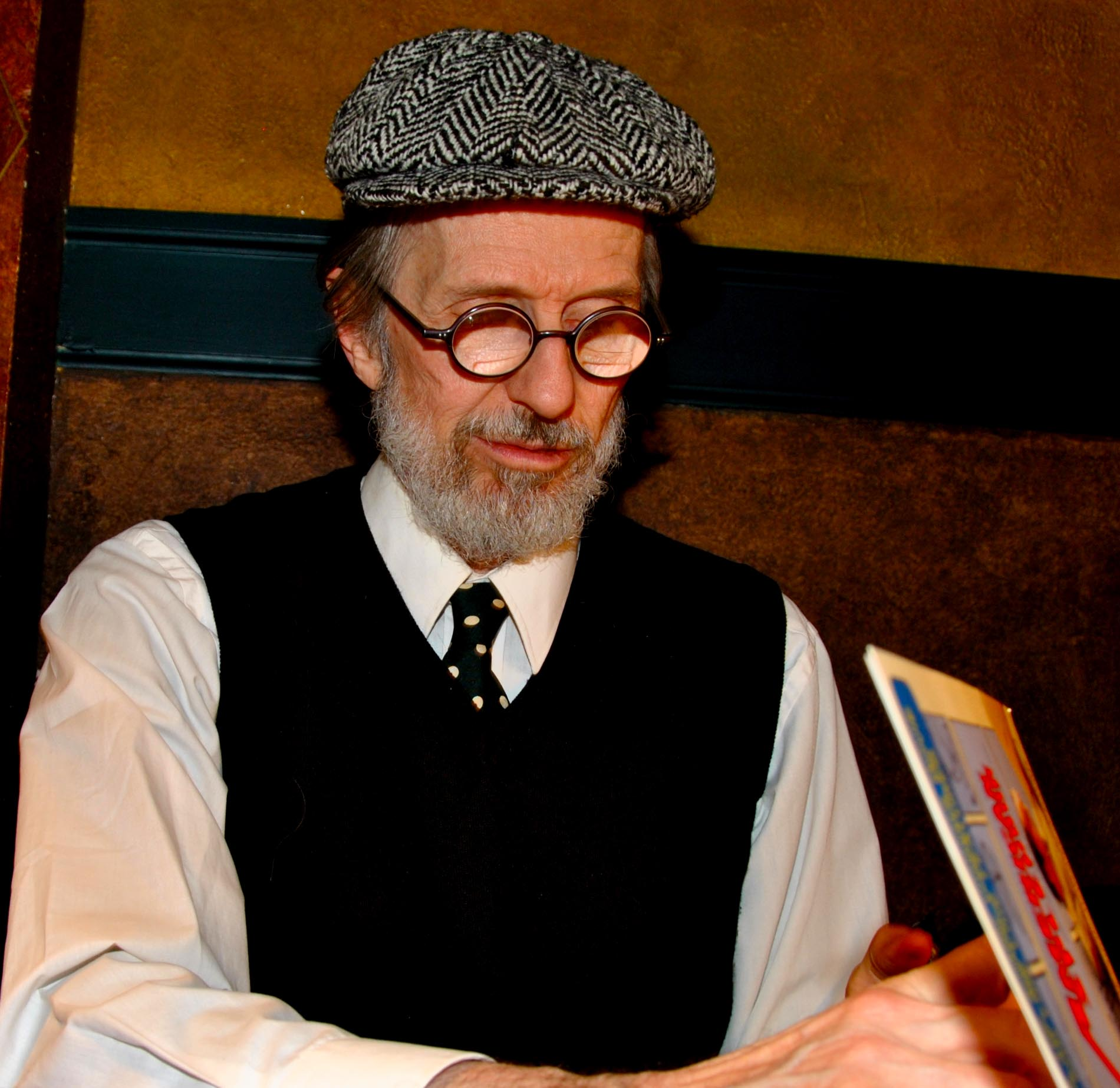
Robert Crumb fondateur du magazine Weirdo

En 1976 est publié le premier numéro d'American Splendor, création d'Harvey Pekar, dessiné par l'auteur underground Robert Crumb, qui est considéré comme la première bande dessinée alternative. Robert Crumb est aussi de ceux qui permettent l'éclosion de la bande dessinée alternative en fondant en 1981 la revue Weirdo qui comme RAW publie des histoires d'auteurs underground et de jeunes artistes alternatifs. 
D'autres auteurs préfèrent publier des mini-comics. Cette production est parfois aussi appelée newave. Il s'agit de bandes dessinées publiées dans un format plus petit que celui habituel des comics et le plus souvent autopubliées par des artistes débutants. C'est particulièrement vrai pour les auteurs qui veulent se lancer dans la carrière juste après l'effondrement des ventes de comics underground. Trouver un éditeur qui prenne le risque d'éditer un jeune auteur alors que les circuits de distribution sont en pleine révolution est très difficile. L'autoédition de minicomics pallie ce problème. Les coûts sont réduits et les lecteurs y ont accès en les commandant par la poste ou dans des magasins de comics qui acceptent de vendre les œuvres d'artistes locaux,.

### Essor de la bande dessinée alternative

#### Nouveau système de distribution
Une des raisons de l'effondrement de l'underground tient à des difficultés pour diffuser les comics. Les points de vente principaux étaient des head shops qui vendaient des objets liés à la consommation de drogue. Or en 1973, deux vendeurs du comics Zap Comix de Robert Crumb sont poursuivis en justice. De nombreux propriétaires de tels magasins, déjà surveillés par la police, ne veulent pas prendre le risque d'ennuis judiciaires pour des comics qui représentent une faible part de leurs revenus et cessent d'en vendre. Cependant à la même époque, un nouveau système de distribution, le direct market se met en place.
En 1973, Phil Seuling, fan de comics, propose aux éditeurs de vendre leurs comics en établissant un nouveau rapport entre les deux parties : les points de vente ont un pourcentage plus élevé que celui des marchands de journaux et en échange ne renvoient pas les invendus. En effet, les exemplaires édités en trop revenaient à l'éditeur quand le nouveau numéro d'un comics était distribué et les frais de retour et de destruction pesait sur la comptabilité. Le projet de Seuling limite donc les pertes potentielles des éditeurs qui peuvent accorder une meilleure rémunération du vendeur. Seuling, quant à lui compte sur la vente par correspondance pour écouler les exemplaires en trop. Les éditeurs de comics underground vont sauter sur l'occasion, d'autant que dans le direct market le sceau du comics code n'a pas grande valeur ; ceux-ci ne se soucient pas de l'aval du comics code et les éditeurs de comics underground trouvent là un nouveau débouché. Le système met cependant du temps pour s'imposer puisqu'en 1974, on ne compte qu'une trentaine de magasins de comics mais au milieu des années 1980 le nombre s'élève à plus de 3 000.
Le développement du direct market permet aux auteurs alternatifs de trouver un lectorat puisqu'il n'existe pas d'autre système de diffusion pour ceux-ci. Toutefois, les personnes qui vont dans ces magasins sont surtout celles qui achetait auparavant des séries publiées par les éditeurs mainstream. Ces librairies sont nées du désir chez certains fans de collectionner des titres Marvel ou DC. Ceux-ci ne sont donc pas nécessairement attirés par l'alternatif. Ainsi ce type de bande dessinée ne peut exister sans le direct market mais ce dernier se referme sur un genre de comics semblable à celui publié par les grands éditeurs.

#### Années 1980
Au début des années 1980, tout est en place pour que la bande dessinée alternative se développe. Les auteurs underground trouvent des émules chez de jeunes artistes, les éditeurs underground sont rejoints par de nouvelles sociétés et le direct market assure une diffusion des comics qui ne pourraient être publiés par les grands éditeurs. En 1981 Fantagraphics Books qui publiait depuis 1976 le magazine The Comics Journal, décide d'éditer des comics plus proches de l'underground. En 1982, est reprise à partir du deuxième numéro la série Love and Rockets de Jaime et Gilbert Hernandez dont le premier épisode avait été autoédité.
En 1986, trois importantes séries sont publiées : Batman: The Dark Knight Returns, Watchmen et Maus. Tous trois ont été prépubliés en plusieurs épisodes puis ceux-ci, grâce à leur succès, ont été rassemblés en romans graphiques. Seul Maus est un comics alternatif puisque les deux autres ont été publiés par DC Comics. Cela attire les regards des critiques et des libraires vers la bande dessinée qui apparaît alors comme autre chose qu'un passe temps enfantin. Des romans graphiques sont alors publiés par des éditeurs comme Doubleday ou Pantheon Books et sont vendus en librairie. Les auteurs alternatifs espèrent alors que leur souhait de voir la bande dessinée gagner en respectabilité et toucher un autre lectorat que celui des fans de comics se concrétisent. Cependant, leurs espoirs doivent se refroidir car finalement cet envol ne se concrétise pas. Même si le Publishers Weekly en 1988 crée une catégorie pour les romans graphiques, signe que ce format est reconnu par la profession, cela ne siginfie pas une hausse importante des ventes. Les éditeurs ne publient que quelques titres par an et les éditeurs alternatifs préfèrent revenir vers le direct market.

#### Successeurs de l'underground
De Pacific à Image, de nouveaux éditeurs s'affirment comme indépendants au regard des maisons d'édition mainstream mais elles reprennent le plus souvent les genres de la science-fiction, la fantasy et les super-héros. A contrario les bandes dessinées alternatives sont plus les filles des comics underground. Toutefois, ces deux types de bande dessinée sont parfois très proches. Ainsi Jim Valentino, un des fondateurs d'Image a commencé par des comics autobiographiques influencées par Vaughn Bode et Robert Crumb et, après avoir créé des séries avec des super-héros, a publié chez Image la série semi-autobiographique A touch of Silver. Dans les années 1980, les auteurs de comics alternatif ont du mal à se faire éditer. L'auto-édition apparaît comme la seule solution pour beaucoup. Si la plupart ont une diffusion confidentielle, d'autres à l'instar de Dave Sim parviennent à toucher un public important. Sa série intitulée Cerebus the Aardvark est lancée en 1977 comme une parodie de Conan le Barbare. Quels que soient les chiffres de vente, les auteurs alternatifs se retrouvent sur un objectif : faire que la bande dessinée soit une expression artistique qui peut se permettre de toucher n'importe quel sujet. Tous les auteurs ne choisissent pas l'autoédition. Des sociétés sont fondées dans ces années et parviennent à publier des ouvrages exigeants, toucher un public différent de celui des comics de super-héros et assurer des revenus suffisants. En 1989, le canadien Chris Oliveros fonde Drawn and Quarterly qui accueille des auteurs canadiens comme Julie Doucet ou Chester Brown mais aussi des américains comme Adrian Tomine. En 1997, est formé Top Shelf qui publie des histoires de nombreux auteurs comme Eddie Campbell, Alan Moore, Craig Thompson.

### Crise des comics
Dans les années 1990, les ventes de comics connaissent des pics inconnus jusqu'alors portés par un engouement pour des auteurs stars, une offre éditoriale importante et variée et surtout une spéculation importante. Les éditeurs indépendants comme Image Comics ou Valiant profitent de cette bulle et vendent certains de leurs titres à plusieurs centaine de milliers d'exemplaires. Les auteurs alternatifs profitent peu de cet engouement car une estimation du nombre de magasins de comics prêts à proposer de l'alternatif ne dépasse pas 15%. De plus, il existe alors des centaines d'autoéditeurs qui doivent se partager une place ridicule comparée à celle dévolue aux cinq grands éditeurs. Dès lors le nombre d'auteurs indépendants qui préfèrent travailler avec une maison d'édition augmente. En 1993, la bulle spéculative explose entraînant la disparition de plusieurs éditeurs, de nombreux magasins et une chute importante des ventes de comics. Cela amène encore plus d'auteurs alternatifs à vouloir être diffusés par un éditeur. Cependant, le monde de l'alternatif supporte mieux la crise de 1993 que le mainstream ou l'indépendant. Les ventes pour les séries les plus importantes tournent autour des 10 000 exemplaires. Pour assurer leur survie, plusieurs éditeurs alternatifs proposent en plus des collections de bande dessinée pornographique qui se développe dans les années 1990.

### Embellie des années 2000
Après la crise violente du début des années 1990, le monde des comics se rétablit doucement. Les ventes n'ont plus rien à voir avec celles du début de la décennie mais elles se maintiennent assez pour que les éditeurs les plus solides survivent. Comme le lectorat des comics alternatifs ne participait à la bulle spéculative, ces derniers ne voient pas leur diffusion s'effondrer autant que les comics mainstream et ressentent surtout la disparition de nombreux magasins. D'ailleurs, les comics alternatifs bien qu'ils s'opposent aux comics grands publics dépendent de ceux-ci pour exister. En effet, ces derniers attirent les lecteurs et permettent aux magasins de survivre et ainsi de proposer des comics autres que le tout-venant. Dans les années 2000, une évolution importante des supports permet le développement de l'alternatif. Le roman graphique, qui à la fin des années 1980 avait déjà permis de mettre en valeur ces œuvres qui s'adressent à un public plus adulte, prend de plus en plus d'importance. Ce phénomène touche aussi les comics de super-héros mais dans le cas des comics alternatifs cela va de pair avec une diffusion par des éditeurs qui publient aussi des romans. Random House, W. W. Norton, Scholastic, Penguin et Simon and Schuster en 2005 éditent tous des romans graphiques.
Cette évolution dans la production va de pair avec une reconnaissance de la bande dessinée alternative par la presse. De nombreux articles soulignent que les comics ne sont plus seulement un divertissement adolescent mais aussi des œuvres exigeantes avec des scénarios et des dessins soignés et originaux. Ainsi en 2004 ke New York Times Magazine rappelle que les années 1980 avaient déjà connu cet intérêt pour les romans graphiques mais que cela s'était rapidement arrêté car la qualité n'était pas au rendez-vous. Il insiste surtout sur la multiplication d'auteurs de qualité qui peuvent régulièrement enrichir le marché.
Le format du roman graphique n'est pas réservé aux auteurs alternatifs et la plupart des ouvrages publiés dans ce format sont ceux publiés par des éditeurs mainstream. Aussi plusieurs alternatifs jugent mal ce marché. Cependant, les ventes des comics alternatifs s'envolent grâce à la diffusion de ce format. Il n'est pas rare que des titres se vendent à plus de 100 000, voire pour certains à plus de 500 000 exemplaires. D'ailleurs en 2004 parmi les cinq meilleures ventes de romans graphiques, deux sont réalisés par des auteurs alternatifs : la seconde partie de Persépolis (qui reprend les tomes 3 et 4 de l'édition française) de Marjane Satrapi et À l'ombre des tours mortes d'Art Spiegelman se classent parmi les cinq meilleures ventes de romans graphiques en 2004. L'album de Spiegelman est même le roman graphique qui est le plus vendu cette année-là.

## Un monde foisonnant
Dans les années 1980, les comics grand public limitent de plus en plus leur offre éditoriale. Les comics de super-héros sont majoritaires et les autres genres deviennent confidentiels. A contrario, les comics alternatifs n'ont d'autres limites que l'imagination des auteurs. Les styles de dessin sont tout autant variés et chaque dessinateur est libre, comme pouvaient l'être les dessinateurs de comics underground et contrairement aux dessinateurs chez DC ou Marvel qui, à partir des années 1970, devaient suivre un modèle maison (Gil Kane chez DC et Jack Kirby chez Marvel). De plus, alors que chez les grands éditeurs, le travail est morcelé, dans les comics alternatifs, le plus souvent, il n'y a qu'un auteur, scénariste et dessinateur. Le choix du noir et blanc permet de garder cette indépendance totale en plus de réduire les coûts. Cependant, il n'y a plus nécessairement de discours revendicatif comme cela se retrouvait dans les comics underground.

### Liberté de genre
Les comics alternatifs peuvent être divisés en deux grandes tendances, bien que celles-ci aient de nombreux liens et que les auteurs peuvent passer de l'une à l'autre. La première consiste à s'inscrire dans la culture populaire. Les genres sont alors le policier (Mister X de Dean Motter), l'horreur gothique (Lenore the Cute Little Dead Girl de Roman Dirge), la fantasy (Castle Waiting de Linda Medley) et surtout l'humour (Yummy Fur de Chester Brown, Hate de Peter Bagge, etc.). Dans ce cas c'est le traitement original d'un genre qui pourrait se retrouver dans des comics mainstream ou indépendants qui font de ces œuvres des bandes dessinées alternatives..
La seconde tendance a plus pour modèles la littérature et l'avant-garde. Maus est l'archétype de ce genre de comics alternatif mais il est suivi par de nombreux œuvres comme Acme Novelty Library de Chris Ware en 1993, Berlin de Jason Lutes en 1998.  Les comics alernatifs ne se limitent pas à la fiction. Palestine de Joe Sacco en 1993 est une bande dessinée documentaire dans lequel l'auteur raconte ce qu'il a vu en Palestine tout en se mettant en scène en train d'interroger des habitants de Gaza. Quant à Scott McCloud il analyse l'art de la bande dessinée dans un roman graphique L'Art invisible publié par Tundra Publishing. Dans les deux cas les ouvrages qui montrent que la bande dessinée n'est pas obligée d'être limitée au genre des super-héros ni même à celui de la fiction sont très bien reçu par les lecteurs et les critiques.

### Une voie pour les minorités
Le lectorat et les auteurs des comics « grand public » sont, depuis les origines et pendant des décennies, surtout composés d'hommes blancs et l'homosexualité n'est même pas évoquée. Si peu à peu les femmes et les minorités raciales sont mieux représentées, cela ne suffit pas aux auteurs appartenant à ces groupes pour trouver leur place dans le monde des comics. Les normes de la société américaine sont mises en question par les mouvements féministes, homosexuels et antiracistes et si cela se retrouve chez les éditeurs mainstream,, c'est surtout dans le monde de l'alternatif que les voix sont les plus fortes. Les auteurs et autrices homosexuels et féministes critiquent le modèle du mâle dominant et ceux issus des minorités ethniques s'emploient à montrer la diversité de la société américaine en usant d'un langage politisé.

#### Présences des autrices
Les autrices réalisent surtout des autobiographies, plus ou moins romancées, et des drames de la vie quotidienne. Ainsi Julie Doucet décrit le monde misogyne dans Dirty Plotte et Debbie Drechsler passe de l'autobiographie à la fiction dans Daddy's Girl qui traite de l'inceste. Cependant certaines préfèrent l'aventure que ce soit dans la fantasy comme Castle Waiting de Linda Medley ou la sorcellerie (Scary Godmother de Jill Thompson). Les comics de romance dont l'origine remonte à la fin des années 1940 avec Young Romance  de Joe Simon et Jack Kirby sont encore présents avec l'anthologie Eternal Romance de Janet Hetherington. Ainsi, les autrices ne se cantonnent pas à un genre catalogué comme féminin, mais présentes dans tous, elles y apportent une écriture nouvelle. Ceci se retrouve aussi dans les comics pornographiques qui sont alors plus portés par un réel scénario et une plus grande attention aux relations entre les personnages.

#### Homosexualité
L'homosexualité a pendant des décennies totalement absente des comics. Les comics underground rompent avec cette loi du silence qui empêchait la présence de personnages homosexuels et le coming out des auteurs. Ainsi en 1973 Mary Wings publie le premier comics lesbien intitulé Come Out Comix. En 1976, Howard Cruse crée un personnage homosexuel dans Barefootz Funnies et un comics consacré uniquement à l'homosexualité masculine, intitulée Gay Heart Throbs est publiée. En 1980, l'anthologie Gay Comix est publiée par Kitchen Sink. De la même façon que les comics féminins, les comics homosexuels, même s'ils parlent souvent de la vie quotidienne ou sont des œuvres semi-autobiographiques, ne se cantonnent pas à ces genres et peuvent aussi être des comics de super-héros, de science-fiction, etc. La pornographie ou l'érotisme sont aussi des genres dont les auteurs homosexuels s'emparent.

## Style
Les auteurs de comics alternatifs suivent les underground en valorisant la personnalité dans le style de dessin alors que dans les comics mainstreams domine un style générique, hérité de Jack Kirby. Même si plusieurs autres auteurs ont eu une influence importante sur la façon de dessiner des personnages de comics de super-héros, il n'en reste pas moins que des conventions concernant l'anatomie et les mouvements se sont imposés comme le montre les méthodes pour apprendre à dessiner des super-héros. La volonté d'expression personnelle pourrait laisser croire que les styles des auteurs de comics alternatifs sont trop dissemblables pour trouver des points communs. Or, cela se révèle faux. Ainsi de nombreux auteurs choisissent un trait simple, un dessin réaliste et une peinture des actions sans exagération. Des auteurs comme Daniel Clowes ou les frères Jaime et Gilbert Hernandez usent de ce style. Un autre groupe est constitué d'auteurs qui ont un style simplifié, proche de celui des bandes dessinées pour enfant ou des dessins animés.

## Censure
Héritiers des comics underground, les comics alternatifs ont aussi des soucis avec la justice. Plusieurs comics sont considérés comme obscènes et plusieurs procès ont lieu. Ce sont surtout les vendeurs qui sont menacés, comme c'était déjà le cas avec les comics underground. En 1986 le vendeur Frank Mangiaracina est poursuivi. Pour le soutenir est fondé le Comic Book Legal Defense Fund (CBLDF) qui soutient financièrement les personnes qui sont menacées par la justice. Si les procès aboutissent le plus souvent aux États-Unis et au Canada par une condamnation à une amende, cela peut aller jusqu'à une peine de trois ans avec sursis pour l'auteur Mike Diana condamné par un tribunal en Floride. Celui-ci est le premier dessinateur américain condamné pour obscénité.
Cependant, ce sont surtout les cours au Canada, en Nouvelle Zélande et en Grande Bretagne que la censure est la plus importante. Rien qu'au Canada, ce sont des centaines de comics alternatifs qui ont été condamnés que cela passe par l'interdiction, la confiscation ou la destruction des comics.

## Conventions
Lors des conventions, les éditeurs et auteurs indépendants se retrouvent marginalisés aussi des salons qui leur sont réservés sont créés. En 1994, l'Alternative Press Expo se tient pour sa première édition à San José en Californie et la Small Press Expo (en) a lieu à Bethesda dans le Maryland. C'est là que depuis 1997 est décerné le Prix Ignatz qui récompense les comics alternatifs.
Les auteurs qui s'autoéditent peuvent aussi espérer une bourse de la fondation Xeric créée par Peter Laird grâce à ses gains provenant des Tortues Ninja qui a pour but d'aider de jeunes artistes.

## Reconnaissance
Dans les années 2000, les ventes de romans graphiques, dont les alternatifs, augmentent et les critiques reconnaissent la valeur de ces bandes dessinées. Les qualités littéraires sont louées. Cela se traduit aussi par l'attribution de prix littéraires. En effet les bandes dessinées alternatives, même si elles sont moins lues que les grand public par les lecteurs de comics touchent une autre frange de la société et certaines reçoivent des prix qui ne sont habituellement pas décernés à des auteurs de comics. Ainsi Harvey Pekar en 1987, Art Spiegelman en 1992, Eric Drooker en 1994, Joe Sacco en 1996, Chris Ware en 2001, et Gary Panter en 2007.
En revanche, les qualités graphiques ne sont pas reconnues de la même façon. Il est rare, aux États-Unis que des planches soient exposées dans des galeries ou des musées. Chris Ware est l'arbre qui cache la forêt pour avoir été exposé dans plusieurs musées. En dehors de cet artiste, les auteurs de comics alternatifs ne parviennent pas à franchir les portes de la reconnaissance artistique De plus, dans les universités, les comics sont étudiées en sociologie mais pas dans des écoles d'art.

## Adaptations dans d'autres médias
Parmi les comics underground, seul Fritz le chat de Robert Crumb avait eu droit à une adaptation cinématographique. Les comics alternatifs sont un plus souvent adaptés comme par exemple Ghost World de Daniel Clowes en 2001, American Splendor d'Harvey Pekar en 2003 ou encore Mon ami Dahmer en 2012.